# Волохово (Серпуховский район)
Волохово — деревня в Серпуховском районе Московской области. Входит в состав Липицкого сельского поселения (до 29 ноября 2006 года входила в состав Балковского сельского округа).

## Население
| 2002 | 2006 | 2010 |
| ---- | ---- | ---- |
| 49   | ↗71  | ↘57  |

## География
Волохово расположено примерно в 33 км (по шоссе) на юго-восток от Серпухова, на безымянном ручье, притоке реки Незнайка (левый приток Восьмы), высота центра деревни над уровнем моря — 217 м.

## Современное состояние
На 2016 год в деревне 8 улиц и 3 садовых товарищества, работает мясоперерабатывающий комбинат ООО «Адрия». Волохово связано автобусным сообщением с райцентром и соседними населёнными пунктами.